# Dwór w Żelaznym Moście
Dwór w Żelaznym Moście – zabytkowy dwór w miejscowości Żelazny Most.
Piętrowy dwór barokowy z drugiej połowy XVIII w., własność m.in. potomków Andrzeja Kłobuczyńskiego, zbudowany na planie prostokąta, kryty wysokim dachem mansardowym, wejście główne znajduje się centralnie w ścianie frontowej, w pseudoryzalicie nad nim skromny balkon z zabudowaną balustradą, a wyżej fronton. W ruinie, do czasów współczesnych pozostały ściany zewnętrzne.